# Miklós Garai
Miklós Garai (croate Nikola I. Gorjanski), (*Gorjani, Đakovo, Croatie) est un comte palatin de Hongrie (1375-1385), partisan de la reine Marie Ire de Hongrie, assassiné le 25 juillet 1386.

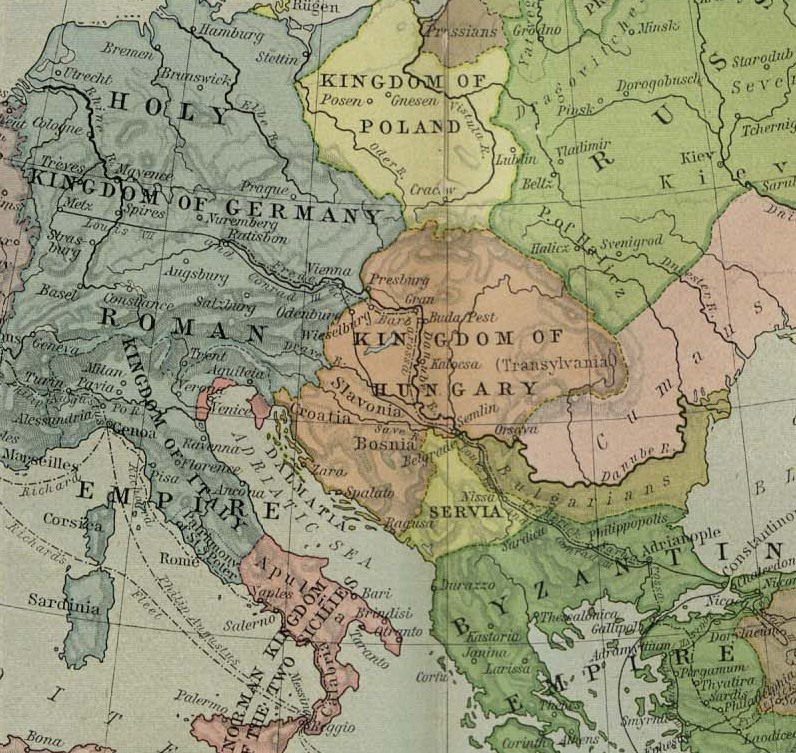
Hungarie-Croate Union

Marie (1370-1395), fille aînée de Louis d'Anjou, bien que mineure, est élue « roi de Hongrie » par la diète après la mort de son père en 1382. Elle se heurte à une vive opposition des barons. Sa mère Élisabeth gouverne à sa place grâce à l’appui du clan Garai. Miklós Garai tente de marier Marie avec Louis d'Orléans, frère du roi Charles VI de France, contre les dispositions du roi défunt qui a promis la main de sa fille Marie et la couronne de Hongrie à Sigismond de Luxembourg, fils de l’empereur Charles de Bohême. Le projet échoue quand Sigismond apparaît à la tête d’une armée financée par sa famille. 
Son fils Miklós Garai II (1367-1433), également palatin de Hongrie, participe à la bataille de Nicopolis.